# Хоббит: Битва пяти воинств
«Хо́ббит: Би́тва пяти́ во́инств» (англ. The Hobbit: The Battle of the Five Armies) — фильм в жанре эпического фэнтези 2014 года, поставленный режиссёром Питером Джексоном по сценарию Фрэн Уолш, Филиппы Бойенс, Джексона и Гильермо дель Торо. Основан на романе Дж. Р. Р. Толкина «Хоббит, или Туда и обратно». Продолжение фильма «Хоббит: Пустошь Смауга» и третий заключительный фильм трилогии «Хоббит», приквела к трилогии «Властелин колец».
Бильбо Бэггинс и отряд гномов во главе с Торином Дубощитом, перехитрив чудовищного дракона Смауга, занимают Одинокую гору, в то время как Азог Осквернитель вооружает и готовит к наступлению свою армию орков.
В главных ролях Мартин Фримен, Иэн Маккеллен, Ричард Армитидж, Эванджелин Лилли, Люк Эванс, Ли Пейс, а также Кейт Бланшетт, Иэн Холм, Кристофер Ли, Хьюго Уивинг и Орландо Блум. Это был последний фильм Иэна Холма перед его смертью в 2020 году, а также последняя роль Кристофера Ли.
Премьера фильма состоялась 1 декабря 2014 года в Лондоне, а затем 11 декабря в Новой Зеландии и России и 17 декабря в США. Компанией-прокатчиком выступила Warner Bros. Pictures. Фильм получил смешанные отзывы от критиков и заработал более 962,2 миллиона долларов по всему миру, что делает его вторым кассовым фильмом 2014 года. Фильм получил множество наград; на 87-й церемонии вручения премии «Оскар» он был номинирован за «Лучший звук».

## Сюжет
Бильбо и гномы наблюдают с Одинокой горы, как дракон Смауг сжигает Озёрный город. Бард сбегает из тюрьмы и в конце концов убивает Смауга чёрной стрелой, припрятанной, но вовремя принесённой ему юным сыном Баином. Падающее тело Смауга придавливает сбегающего бургомистра и его приближённых, которые спасаются на лодке, нагруженной городским золотом. Утром после бедствия на берегу озера Бард становится новым главой жителей Озёрного города, а коварный слуга бургомистра Альфрид неохотно становится слугой Барда, когда они ищут убежища в руинах Дейла.
Торин, теперь поражённый «болезнью дракона» из-за огромных сокровищ в горе, одержимо ищет Аркенстон, который ранее нашёл Бильбо, но спрятал его. Узнав, что выжившие в Озёрном городе бежали в Дейл, Торин приказывает завалить камнями вход в Одинокую гору.
Галадриэль тем временем прибывает в Дол Гулдур и спасает пленного Гэндальфа от орка, который при этом попытался отнять у чародея его кольцо, которое является одним из 3 эльфийских колец — кольцо огня Нарья, Галадриэль предупредила орка, что пришла за Гэндальфом и сам орк будет убит, если он помешает ей, но орк решает напасть на неё и был мгновенно уничтожен. Пришедшие также в Дол Гулдур маг Саруман и лорд Элронд побеждают назгулов, однако вмешивается сам Саурон. Вернувшая к жизни Митрандира Галадриэль в ходе магического поединка вынуждает Саурона отступить в Мордор, однако лишается практически всех своих сил.
Гонец от Трандуила передает Леголасу послание отца - немедленно вернуться в королевство, но без Тауриэль, она изгнана, Леголас отвечает, что там, где нет места для Тауриэль, там нет места и для него. Тауриэль говорит, что это приказ короля, Леголас отвечает, что король не может приказывать его сердцу. Леголас отправляется исследовать гору Гундабад с Тауриэль. Азог, направляясь на Эребор со своей огромной армией орков, отправляет своего сына Больга в Гундабад, чтобы созвать вторую армию. Выследившие последнего Леголас и Тауриэль становятся свидетелями шествия армии Больга, поддерживаемой оборотнями и гигантскими летучими мышами.
Трандуил и его эльфийская армия прибывают в Дейл и формируют союз с Бардом, чтобы вернуть полагающиеся им сокровища. Бард идёт к горе и просит Торина сдержать слово - выдать долю золота, которую он ранее обещал жителям Озёрного города, но Торин отказывает. Гэндальф, который после освобождения из плена в Дол Гулдуре получил от Радагаста в качестве дара его посох, прибывает в Дейл, чтобы предупредить Барда и Трандуила об угрозе, которую представляет Азог, но король эльфов не воспринимает его слова всерьез. Бильбо ускользает из Эребора и на глазах у мага передаёт Аркенстон Трандуилу и Барду, чтобы они могли обменять его на обещанные им сокровища и предотвратить битву. Когда Бард и Трандуил вместе со своими армиями собираются у ворот Эребора, предлагая обменять Аркенстон на обещанные сокровища, Торин в гневе отказывается верить, что у них действительно есть камень, пока Бильбо не признаётся, что отдал его им. Также Бильбо упрекает Торина за то, что жадность затмила его разум. Взбешённый, как он считает, предательством, Торин чуть не убивает Бильбо, чему препятствуют остальные гномы, но появляется Гэндальф и стыдит Торина, и тот прогоняет Бильбо. 
Троюродный брат Торина, Даин Железностоп, прибывает со своей армией гномов Железных Холмов, он вызывает эльфов и людей на бой, в этот момент черви-оборотни появляются из-под земли, давая проход армии Азога из туннелей. Поскольку орда орков значительно больше армии Даина, войска Трандуила и Барда вступают в битву и сражаются с орками. Тем не менее, открывается второй фронт, когда множество орков, огров и троллей нападает на Дейл, вынуждая Барда отвести свои силы для защиты города, в то время как Альфрид забирает золото и бежит из Дейла.
Пока идет сражение, Торин внутри Эребора страдает от болезненных галлюцинаций. В определённый момент он под воздействием иллюзии вновь обретает рассудок и возвращается к своим гномам, которые тяжело переживают своё бездействие и рвутся в бой. Тем временем, на поле боя войска Даина теряют позиции и отступают к горе. Азог готовится уничтожить гномов, однако Бомбур трубит в рог и после крушения завалов камней Торин и его соратники бегут на орков. Гномьи войска, воодушевившись атакой своего короля, начинают контрнаступление на противника, который не выдерживает напора воспрявших духом гномов. 
Пока войска союзников разят орочьи легионы, Торин спешит на Воронью Высоту, откуда управляет орками Азог, с Двалином, Фили и Кили, чтобы убить врага. Прибывший в Дейл вместе с Тауриэль Леголас сообщает Гэндальфу, что приближается ещё одна армия орков во главе с Больгом, и первым делом она закрепится на Вороньей Высоте. Трандуил отзывает свои войска - на сегодня достаточно пролито крови эльфов. Тауриэль встаёт на пути Трандуила и требует, чтобы он выступил на стороне гномов на Вороньей Высоте, он с презрением отказывается: какая разница, когда они умрут, если они смертны, Тауриэль возмущается, что Трандуил считает жизнь гномов ничтожной, и обвиняет его в том, что в нём самом нет ни капли любви, Трандуил взрывается: что ты знаешь о любви, твои чувства к этому гному ненастоящие, ты готова умереть за свою любовь? Леголас останавливает Трандуила и говорит Тауриэль, что идет с ней на Воронью Высоту. В удаленной сцене Гэндальф говорит Трандуилу, что супруга оставила ему не только камни, но и сына, чего бы она хотела, чтобы он ценил больше - камни или сына? Бильбо, несмотря на сопротивление чародея, вызывается отправиться вслед за Торином, чтобы предупредить его, после чего спешит туда, используя кольцо.
Торин со свитой достигает Вороньей Высоты, после чего они, разделившись, начинают искать Азога, не ожидая ловушки. Фили оказывается окружен и схвачен орками, после чего Азог убивает его на глазах гномов и сбрасывает с башни. Кили, одержимый местью, бежит за Азогом и встречается с толпой орков, уничтожить которых ему помогает прибывшая Тауриэль. Тем временем прибывает авангард войск во главе с Больгом, который вырубает Бильбо, а затем сражается с Тауриэль, Кили бросается на Больга, чтобы спасти Тауриэль, Больг убивает его. Параллельно с этим Торин находит Азога и начинает с ним смертельный поединок. Леголас возвращает Торину его меч Оркрист, кинув его в орка, пытавшегося убить Торина. Больг почти убивает Тауриэль, но её спасает Леголас, с которым у Больга завязывается сражение, после чего Леголас не без труда одолевает орка. Тем временем Торин сражается с Азогом на льду. В ходе поединка орк проваливается под лёд и, как думает Торин, погибает, однако он вырывается изо льда, ранит его и пытается убить его своей рукой-лезвием. Торин удерживает её мечом, но понимает, что ему не хватит сил отразить атаку Азога, поэтому жертвует собой - позволяет лезвию орка пронзить себя, чтобы после этого вонзить свой меч в Азога. Азог окончательно погибает.
Орлы прибывают с Радагастом и Беорном, чтобы сражаться с вновь прибывшей армией орков, и орки, наконец, побеждены. Бард с городскими ополченцами гонит их из Дейла, Альфрид в женском платье и с золотом пытается скрыться, но чуть не попадает в пасть поверженного огромного тролля. Бильбо приходит в себя и успевает застать смертельно раненого Торина, Бильбо успевает проститься с умирающим гномом, который просит прощения у Бильбо за своё прежнее поведение и за то, что ранее пытался убить его. Леголас видит, с какой любовью Тауриэль прощается с погибшим гномом Кили, которого она искренне полюбила, уходит и говорит Трандуилу, что он не может вернуться в королевство, Трандуил советует ему разыскать на севере среди Дунэдайн воина, которого зовут Странник. Когда Леголас спрашивает, как его настоящее имя, Трандуил говорит, что ему придётся узнать его самому.  Трандуил говорит Леголасу, что его мать любила его больше жизни, и с болью отпускает сына. Тауриэль оплакивает Кили, Трандуил, который тоже был в похожей ситуации: он когда-то в сражении потерял супругу, всё же сочувствует и поддерживает её. 
Торина хоронят с Аркенстоном вместе с Кили и Фили, а Даин становится королём в Эреборе. Дейл начинает восстанавливаться с Бардом в качестве лидера, Бильбо прощается с оставшимися членами компании гномов и отправляется домой в Шир с Гэндальфом. Когда их пути расходятся на окраине Шира, Гэндальф даёт понять хоббиту, что знает о его кольце, и предупреждает его, что магические кольца не следует использовать легкомысленно, хотя Бильбо уверяет его, что он потерял кольцо. Бильбо возвращается в Бэг-Энд и обнаруживает, что его вещи продают с аукциона, потому что самого Бильбо считают мёртвым. Он отменяет распродажу, но находит свой дом разграбленным; он начинает прибираться и обживаться снова, и выясняется, что у него всё ещё есть кольцо. Сцена переносится на шестьдесят лет спустя, когда Гэндальф навещает Бильбо в его 111-й день рождения.

## В ролях
- Мартин Фримен — Бильбо Бэггинс
- Ричард Армитидж — Торин Дубощит
- Иэн Маккеллен — Гэндальф Серый
- Кейт Бланшетт — Галадриэль
- Кристофер Ли — Белый Саруман
- Хьюго Уивинг — Элронд
- Орландо Блум — Леголас, Зелёный Лист
- Эванджелин Лилли — Тауриэль
- Иэн Холм — старый Бильбо Бэггинс
- Кен Стотт — Балин
- Джеймс Несбитт — Бофур
- Питер Хэмблтон — Глоин, отец Гимли
- Марк Хэдлоу — Дори
- Джед Брофи — Нори
- Эйдан Тёрнер — Кили
- Дин О’Горман — Фили
- Грэм Мактавиш — Двалин
- Джон Каллин — Оин
- Стефан Хантер[англ.] — Бомбур
- Адам Браун — Ори
- Уильям Кирхер — Бифур
- Сильвестр Маккой — Радагаст Бурый
- Бенедикт Камбербэтч — Некромант
- Бенедикт Камбербэтч — дракон Смауг, (образ и голос)
- Ли Пейс — Трандуил
- Билли Конноли — Даин
- Микаэль Персбрандт — Беорн
- Люк Эванс — Бард Лучник
- Стивен Фрай — Бургомистр Эсгарота
- Ману Беннетт — Азог
- Джон Туи — Больг
- Джон Белл — Баин
- Райан Гейдж — Альфрид

### Съёмочная группа
- Режиссёр — Питер Джексон;
- Сценарий — Фрэн Уолш, Филиппа Бойенс, Питер Джексон, Гильермо дель Торо, по повести Дж. Р. Р. Толкина;
- Продюсеры — Кэролинн Каннингем, Питер Джексон, Фрэн Уолш, Филиппа Бойенс, Зейн Уэйнер[англ.]
- Оператор — Эндрю Лесни;
- Монтаж — Джэбез Олссен[англ.];
- Художник-постановщик — Дэн Хенна;
- Художник-декоратор — Ра Винсент;
- Художники по костюмам — Боб Бак, Энн Мэскри, Ричард Тейлор;
- Композитор — Говард Шор.

## Саундтрек
Музыкальное сопровождение к фильму, так же как и для «Властелина колец» и предыдущих фильмов написано Говардом Шором, а финальную песню «Last Goodbye» исполняет актёр Билли Бойд.
| №   | Название                                        | Длительность |
| --- | ----------------------------------------------- | ------------ |
| 1.  | «Fire And Water»                                | 5:58         |
| 2.  | «Shores Of The Long Lake»                       | 4:01         |
| 3.  | «Beyond Sorrow And Grief(Extended Version)»     | 4:12         |
| 4.  | «Guardians Of The Three(Extended Version)»      | 5:49         |
| 5.  | «The Ruins Of Dale»                             | 3:40         |
| 6.  | «The Gathering Of The Clouds(Extended Version)» | 5:53         |
| 7.  | «Mithril»                                       | 3:08         |
| 8.  | «Bred For War»                                  | 3:20         |
| 9.  | «A Thief In The Night»                          | 4:14         |
| 10. | «The Clouds Burst»                              | 4:13         |
| 11. | «Battle For The Mountain»                       | 4:39         |
| 12. | «The Darkest Hour»                              | 5:33         |
| 13. | «Sons Of Durin»                                 | 4:25         |
| 14. | «The Fallen»                                    | 4:57         |
| 15. | «Ravenhill»                                     | 5:48         |
| 16. | «To The Death(Extended Version)»                | 7:23         |
| 17. | «Courage And Wisdom»                            | 5:10         |
| 18. | «The Return Journey»                            | 4:18         |
| 19. | «There And Back Again»                          | 4:20         |
| 20. | «The Last Goodbye»                              | 4:07         |
| 21. | «Ironfoot(Extended Version)»                    | 6:12         |
| 22. | «Dragon-Sickness»                               | 3:53         |
| 23. | «Thrain»                                        | 3:25         |

## Отзывы
Фильм получил средние отзывы кинокритиков. На Rotten Tomatoes у фильма 60 % на основе 238 рецензий критиков со средней оценкой 6,3/10. На сайте Metacritic фильм получил оценку 59 из 100 на основе 45 рецензий.